# 18 رجب
- السبت
- الأحد
- الاثنين
- الثلاثاء
- الأربعاء
- الخميس
- الجمعة

- 2728 ديسمبر 2024
- 2829 ديسمبر 2024
- 2930 ديسمبر 2024
- 3031 ديسمبر 2024
- 11 يناير 2025
- 22 يناير 2025
- 33 يناير 2025
- 44 يناير 2025
- 55 يناير 2025
- 66 يناير 2025
- 77 يناير 2025
- 88 يناير 2025
- 99 يناير 2025
- 1010 يناير 2025
- 1111 يناير 2025
- 1212 يناير 2025
- 1313 يناير 2025
- 1414 يناير 2025
- 1515 يناير 2025
- 1616 يناير 2025
- 1717 يناير 2025
- 1818 يناير 2025
- 1919 يناير 2025
- 2020 يناير 2025
- 2121 يناير 2025
- 2222 يناير 2025
- 2323 يناير 2025
- 2424 يناير 2025
- 2525 يناير 2025
- 2626 يناير 2025
- 2727 يناير 2025
- 2828 يناير 2025
- 2929 يناير 2025
- 3030 يناير 2025
- 131 يناير 2025

18 رجب أو 18 رجب الفرد أو 18 رجب المُرجَّب أو يوم 18 \ 7 (اليوم الثامن عشر من الشهر السابع) هو اليوم الخامس والتسعون بعد المائة (195) من أيَّام السنة (أو السادس والتسعون بعد المائة لو كان شهر جمادى الآخرة مُتممًا لليوم الثلاثين أو السابع والتسعون بعد المائة لو أتم كلًا من صفر وربيع الآخر وجمادى الآخرة ثلاثين يومًا) وفق التقويم الهجري القمري (العربي). يبقى بعده 159 أو 160 يومًا لانتهاء السنة.

## أحداث
- 555هـ - ولاية أبي محمد عبد الله بن يوسف الحافظ بن محمد، الملقب بالعاضد لدين الله، على عرش الدولة الفاطمية، ليكون آخر خلفائها.
- 1058هـ - السلطانة «كوسم مهبيكر» تتولى نيابة السلطنة في الدولة العثمانية نيابة عن حفيدها السلطان محمد خان الرابع الذي صعد إلى العرش وهو في السادسة من عمره بعد عزل أبيه السلطان إبراهيم.
- 1298هـ - ممثلو القبائل التونسية بزعامة علي بن خليفة شيخ قبائل نفات يعقدون اجتماعات في جامع عقبة بن نافع في القيروان، ويتخذون قرارًا بمقاومة الفرنسيين، والاتصال بالعثمانيين في طرابلس الغرب.
- 1322هـ - وقوع معركة الشنانة بين عبد العزيز بن عبد الرحمن آل سعود وعبد العزيز بن متعب بن عبد الله الرشيد ضمن معارك توحيد المملكة العربية السعودية.
- 1340هـ - السلطان فؤاد سلطان مصر يصبح ملكًا بعد انتقال مصر من النظام السلطاني إلى النظام الملكي.
- 1351هـ - تأسيس الحزب السوري القومي الاجتماعي.
- 1375هـ -
  - باكستان وبعد مرور أكثر من تسعة سنوات على استقلالها تعلن عن قيام «الجمهورية الإسلامية الباكستانية».
  - التوقيع في العاصمة الفرنسية باريس على بروتوكول بشأن استقلال المغرب، حضر التوقيع من الجانب الفرنسي كريستيان بينو وزير خارجية فرنسا، ومبارك بكامي رئيس وزراء المغرب.
- 1405هـ - الهند تقاضي شركة الكيمياويات «يونيون كاربيد» على مقتل 2000 من المواطنين الهنود وإصابة 200000 آخرين في حادثة بوبال.
- 1416هـ - انسحاب الجيش الإسرائيلي من نابلس تنفيذًا لبنود اتفاقية أوسلو.
- 1429هـ - إلقاء القبض على رادوفان كاراديتش زعيم جمهورية صرب البوسنة الأسبق والمطلوب للمحكمة الجنائية لجرائم الحرب في يوغوسلافيا وذلك للمحاكمة في جرائم حرب قام بها في البوسنة ضد المسلمين.
- 1433هـ - تنفيذ حكم الإعدام بعبد حمود سكرتير الرئيس السابق صدام حسين وذلك لإدانته بجرائم إبادة جماعية.
- 1436هـ - التونسي شكري المبخوت يفوز بالجائزة العالمية للرواية العربية عن روايته «الطلياني».
- 1446هـ - مقتل القاضيين علي رازيني ومحمد مقيسه في هجومٍ على المحكمة العليا الإيرانية وانتحار الجاني بُعيد ذلك.

## مواليد
- 1332هـ - هنري بركات، مخرج مصري.
- 1340هـ - كارم محمود، مطرب مصري.
- 1369هـ - كوكوش، مغنية إيرانية.
- 1397هـ -
  - هاني سلامة، ممثل مصري.
  - ريما مكتبي، إعلامية لبنانية.

## وفيات
- 218 هـ - عَبدُ الله المأموُن، الخليفة العَبَّاسي السَّابع.
- 256هـ - مُحَمَّد المُهْتَدي بالله، الخليفة العَبَّاسي الرَّابِع عَشَر.
- 808هـ - المتوكل على الله الأوَّل، سابع الخلفاء العباسيين في القاهرة.
- 930هـ - إسماعيل الصفوي، شاه فارس ومؤسس الدولة الصفوية.
- 1290هـ - السلطان محمد بن عبد الرحمن، سلطان مغربي من الأسرة العلوية.
- 1315هـ - أمين شميل، أديب ومحامي وكاتب وصحفي لبناني.
- 1323هـ - عباس كاشف الغطاء، فقيه وشاعر وكاتب عراقي.
- 1380هـ - بيرم التونسي، شاعر تونسي مصري.
- 1384هـ - أحمد البطراوي، أستاذ طب مصري.
- 1429هـ - أحمد محرز، ممثل مصري.
- 1431هـ - نبيلة النابلسي، ممثلة سورية.
- 1433هـ -
  - عبد حميد محمود، عسكري عراقي.
  - علاء سعد، مغني عراقي.
- 1437هـ - خلدون المالح، مُخرج سوري.
- 1441هـ - عيسى بن راشد آل خليفة، شاعر ومسؤول بحريني.

## وصلات خارجية
- موقع قصة الإسلام: حدث في شهر رجب.